# Río San Jorge
Der Río San Jorge ist ein etwa 500 km langer linker Nebenfluss des Río Magdalena in Kolumbien.

## Flusslauf
Der Río San Jorge entspringt in der Westkordillere auf einer Höhe von etwa 2500 m. Das Quellgebiet liegt wenige Kilometer nördlich vom Ursprung des Río Sinú sowie 10 km nördlich des 3730 m hohen Cerro Paramillo. Der Río San Jorge fließt anfangs etwa 130 km in nördlicher Richtung durch das Bergland. Dabei nimmt er den Río Sucio von rechts auf. Der Oberlauf des Río San Jorge liegt im Parque Nacional Natural Paramillo. Bei Flusskilometer 360 durchschneidet der Río San Jorge einen in Nord-Süd-Richtung verlaufenden Gebirgskamm in östlicher Richtung und erreicht das nordkolumbianische Tiefland, wo er ein stark mäandrierendes Verhalten aufweist, mit zahlreichen Flussschlingen und Altarmen. Bei Flusskilometer 325, 16 km nordöstlich der Stadt Puerto Libertador, mündet der Río San Pedro von Süden kommend in den Río San Jorge. 7 km flussabwärts trifft der Río Uré, ebenfalls von Süden kommend, auf den Río San Jorge. Dieser wendet sich nun auf einer Strecke von 50 km nach Nordosten. Er passiert dabei die Städte Montelíbano und La Apartada. Anschließend wendet sich der Fluss nach Norden. Bei Flusskilometer 125 liegt die Stadt San Marcos am linken Flussufer. Im Unterlauf durchfließt er eine Sumpf- und Seenlandschaft. Zwischen Flusskilometer 70 und 60 verläuft der Río San Jorge durch den See Ciénaga de la Villa. 6,5 km oberhalb der Mündung in den Río Magdalena zweigt rechts ein kleinerer 4,5 km langer Mündungsarm ab. Die Mündung des größeren linken Mündungsarmes liegt 9 km südlich der Stadt Magangué.
Der Río San Jorge durchfließt die Departamentos Antioquia, Córdoba, Sucre und Bolívar in der Región Caribe.

## Einzugsgebiet
Das Einzugsgebiet umfasst eine Fläche von schätzungsweise 12.500 km². Es grenzt im Westen an das des Río Sinú, im Osten an das des Río Cauca. Der Abfluss schwankt zwischen 24 und 697 m³/s. Der mittlere Abfluss liegt bei 380 m³/s.